# Garrison Keillor
Gary Edward "Garrison" Keillor (7 de agosto de 1942) es un autor, narrador, humorista, actor de doblaje y personalidad de la radio estadounidense. Es célebre por ser el creador de los programas de radio Minnesota Public Radio y A Prairie Home Companion (también conocido en otros países como Garrison Keillor's Radio Show). Este último lo dirigió desde el año 1974 hasta el año 2016. Keillor también es el creador de la ciudad ficticia de Minnesota Lake Wobegon. En esa ciudad es donde se han desarrollado varios de sus libros, incluyendo Lake Wobegon Days y Leaving Home: A Collection of Lake Wobegon Stories. Otras de sus creaciones incluyen Guy Noir, un detective que apareció en los cómics satíricos de A Prairie Home Companion, donde Keillor se encargó de realizar el doblaje.

## Vida personal

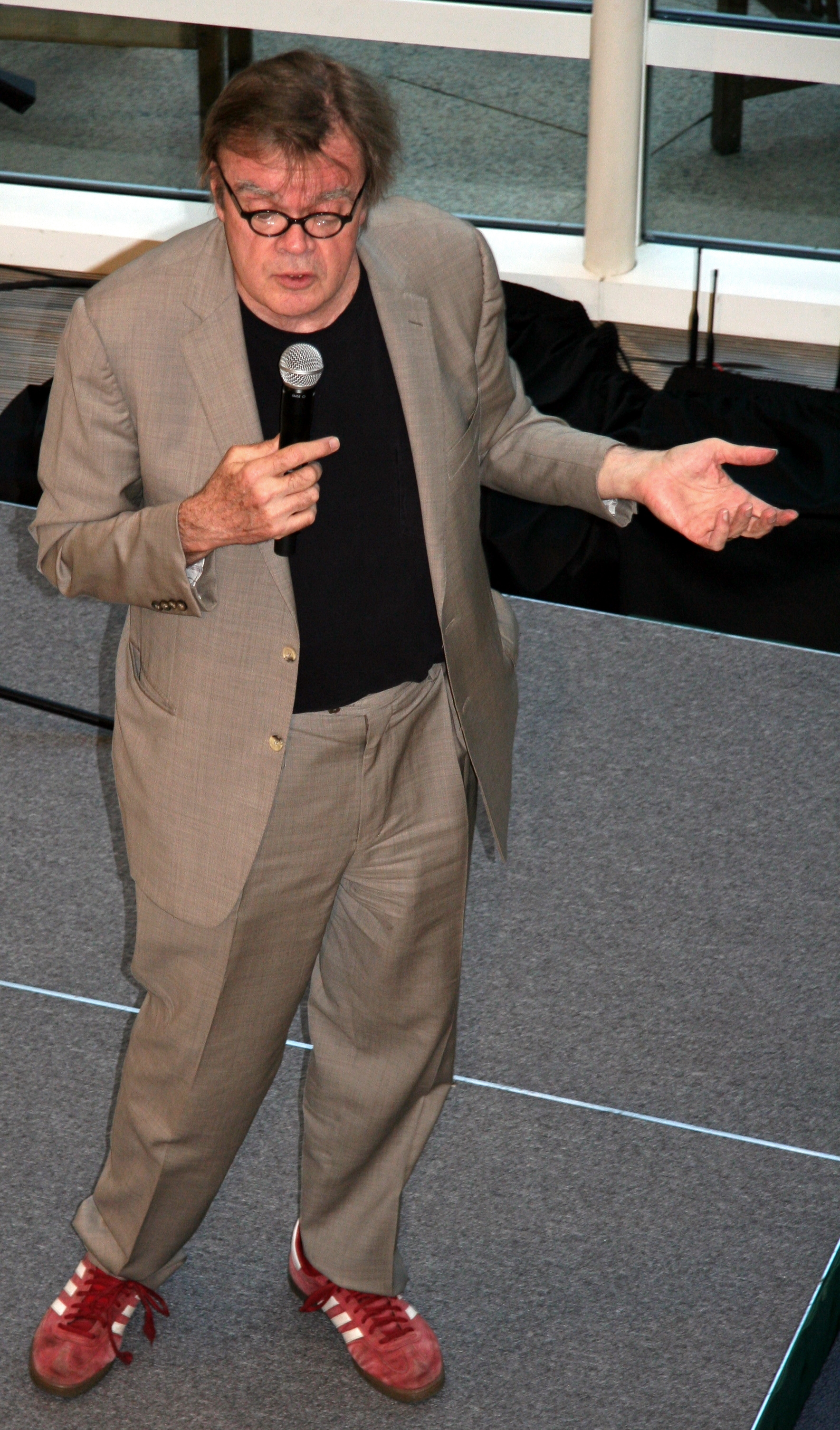
Keillor en 2010, usando sus distintivos tenis rojos

Keillor nació en Anoka, Minnesota, hijo de Grace Ruth Denham y John Phillip Keillor, quien fue un carpintero y trabajó en la oficina de correos. Su padre tenía ascendencia inglesa y canadiense; el abuelo paterno de Keillor era originario de Kingston, Ontario. Sus abuelos maternos eran inmigrantes escoceses de Glasgow.
La familia de Keillor pertenecía a los Hermanos de Plymouth, que era un movimiento de la iglesia evangélica, del cual Keillor se retiró. En el año 2006, hizo una declaración para el periódico Christianity Today, acerca de su asistencia a la Iglesia Evangelista Episcopal St.John, ubicada en Saint Paul, Minnesota, esto después de haber atendido a una iglesia luterana en Nueva York. Keillor es miembro del Partido Laborista Agrícola Democrático de Minnesota (en inglés conocido como Democratic-Farmer-Labor Party). La estatura de Keillor es de 1.9 metros de altura (seis pies y tres pulgadas).
Keillor se graduó de la Escuela Preparatoria Anoka en 1960 y de la Universidad de Minnesota en 1966, donde obtuvo su Licenciatura en inglés. Durante la universidad, comenzó su carrera en la radio, ya que fue conductor de una estación de radio estudiantil, actualmente conocida como Radio K.
Keillor se considera una persona solitaria, por lo que prefiere no hacer contacto visual con las personas. A pesar de no haber sido diagnosticado, Keillor cree que tiene trastornos del espectro autista. Keillor habló sobre sus experiencias como persona autista, en el discurso de apertura en la decimonovena Conferencia Anual del Autismo de Minnesota en el 2014. .
Keillor se ha casado tres veces: 
- Con Mary Guntzel, de 1965 a 1976. Ellos tienen un hijo llamado Jason, nacido en 1969.
- Con Ulla Skaerved, quien era una estudiante de intercambio proveniente de Dinamarca y estudiaba en la misma escuela preparatoria de Keillor, posteriormente se reencontraron en una reunión de generación. Estuvieron casados de 1985 a 1990.[13][14]
- Con la violinista Jenny Lind Nilsson (nacida en 1957) quien también es de Anoka, Minnesota. Ha estado con ella desde 1995 y tienen una hija llamada Maia Grace Keillor, nacida el 29 de diciembre de 1997.[15]

Entre su primer y segundo matrimonio, Keillor mantuvo una relación romántica con Margaret Moos, quien trabajaba como productora del programa de radio A Prairie Home Companion.
El 7 de septiembre de 2009, Keillor fue hospitalizado después de haber sufrido un leve infarto cerebral. Regresó a trabajar unos días después.

### Ancestros

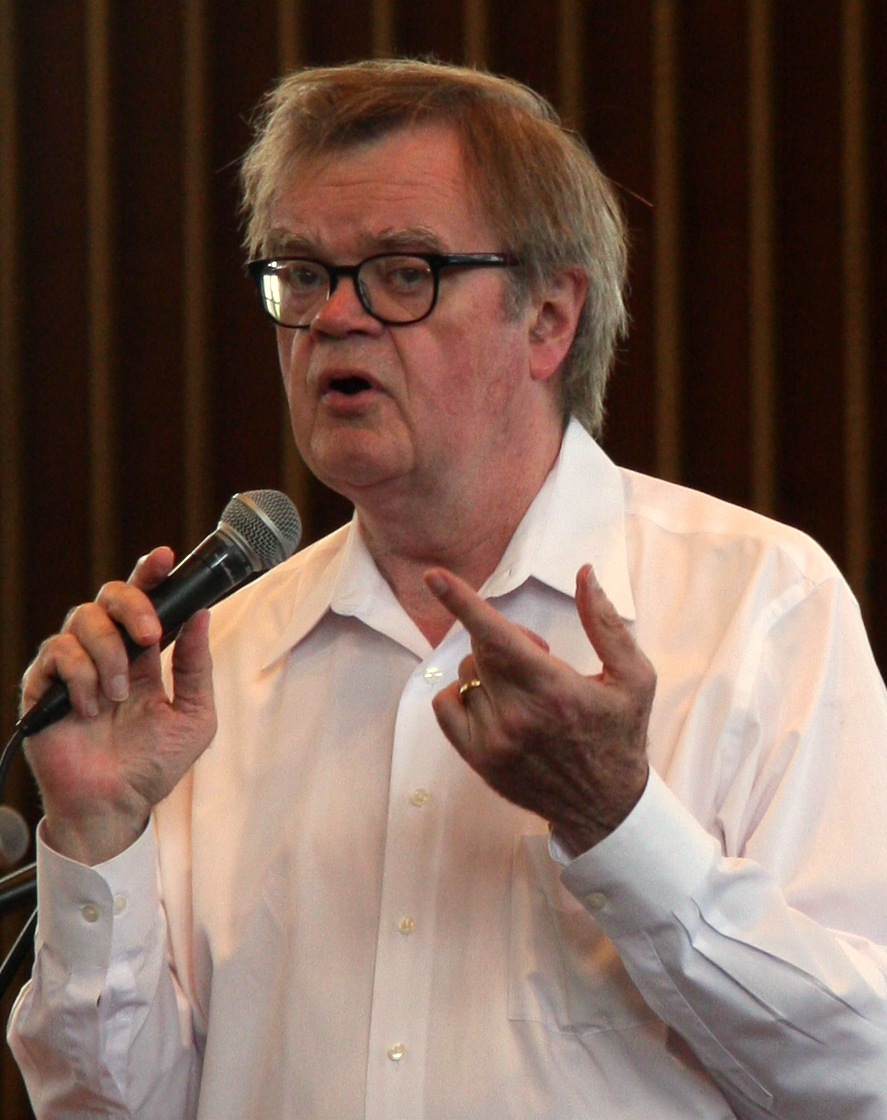
Keillor en el año 2014

En su libro Homegrown Democrat: A Few Plain Thoughts from the Heart of America publicado en 2004, Keillor habla sobre algunos de sus ancestros más importantes, entre ellos destacan Joseph Crandall,  a quien se le relacionó con Roger Williams, quien es fundador de Rhode Island y de la primera iglesia baptista americana, y Prudence Crandall, quien fundó la primera escuela para mujeres afroamericanas en Estados Unidos.

## Carrera

### Radio
Garrison Keillor empezó su carrera en la radio profesional, en noviembre de 1969 donde trabajó para la estación Minnesota Educational Radio, que cambió su nombre a Minnesota Public Radio, la cual actualmente distribuye programas bajo la marca American Public Media. Keillor dirigió la emisión llamada A Prairie Home Entertainment, en KSJR FM en la Universidad St. John's en Collegeville. La música del programa fue muy diferente a la música que ponen comúnmente. Durante este tiempo, Keillor escribió para la revista The New Yorker, donde publicó su primera historia, en septiembre de 1970, llamada Local Family Keeps Son Happy.
Keillor renunció por la transmisión del programa The Morning Program en febrero de 1971, ya que consideraba que era una interferencia a su programación musical, como parte de su protesta, durante toda una emisión puso la canción de la banda The Beach Boys, Help Me, Rhonda. Cuando regresó a la estación en octubre, el show fue denominado A Prairie Home Companion.
Keillor le atribuye la idea del programa de radio nocturno en vivo los días sábados, a su escrito sobre el programa radiofónico Grand Ole Opry para el periódico The New Yorker, aunque Keillor ya había comenzado a difundir distintas bandas locales en su programa en la mañana a pesar del espacio limitado en el estudio. En agosto de 1973, la estación Radio Educacional de Minnesota anunció nuevos planes para emitir una versión de A Prairie Home Companion los sábado con músicos en vivo.
A Prairie Home Companion (PHC) debutó como un show clásico en vivo el 6 de julio de 1974, el show contiene músicos invitados y un grupo que hacía haciendo números musicales y sátiras elaboradas con efectos de sonido en vivo. Actualmente el show hace parodias sobre comerciales para sus patrocinadores, como Powdermilk Biscuits, Catchup Advisory Board, y la Professional Organization of English Majors (POEM); también realiza parodias sobre Las Aventuras de Guy Noir (en inglés The Adventures of Guy Noir ), Ojo Privado (en inglés Private Eye)  y  Las Vidas de los Vaqueros (en inglés The Lives of the Cowboys).  Keillor hace el doblaje de Noir, el vaquero Leftie y otros personajes recurrentes y también presta su voz para apoyar algunos de los números musicales del show. 
Después del intermedio del show, Keillor lee artículos comúnmente humorísticos subidos por miembros de la audiencia, amigos y familiares. Mientras que para la segunda mitad del show, Keillor hace monólogo llamado Las Noticias del Lago Wobegon (en inglés The News from Lake Wobegon), una ciudad ficticia basada su ciudad natal Keillor Anoka, Minnesota, en Freeport y otras pequeñas ciudades del Condado de County, Minnesota donde vivió a principios de 1970. Lake Wobegon es una pequeña ciudad de Minnesota descrita por el narrador como "... una ciudad donde todas las mujeres son fuertes, todos los hombres son atractivos y todos los niños están por arriba del promedio".

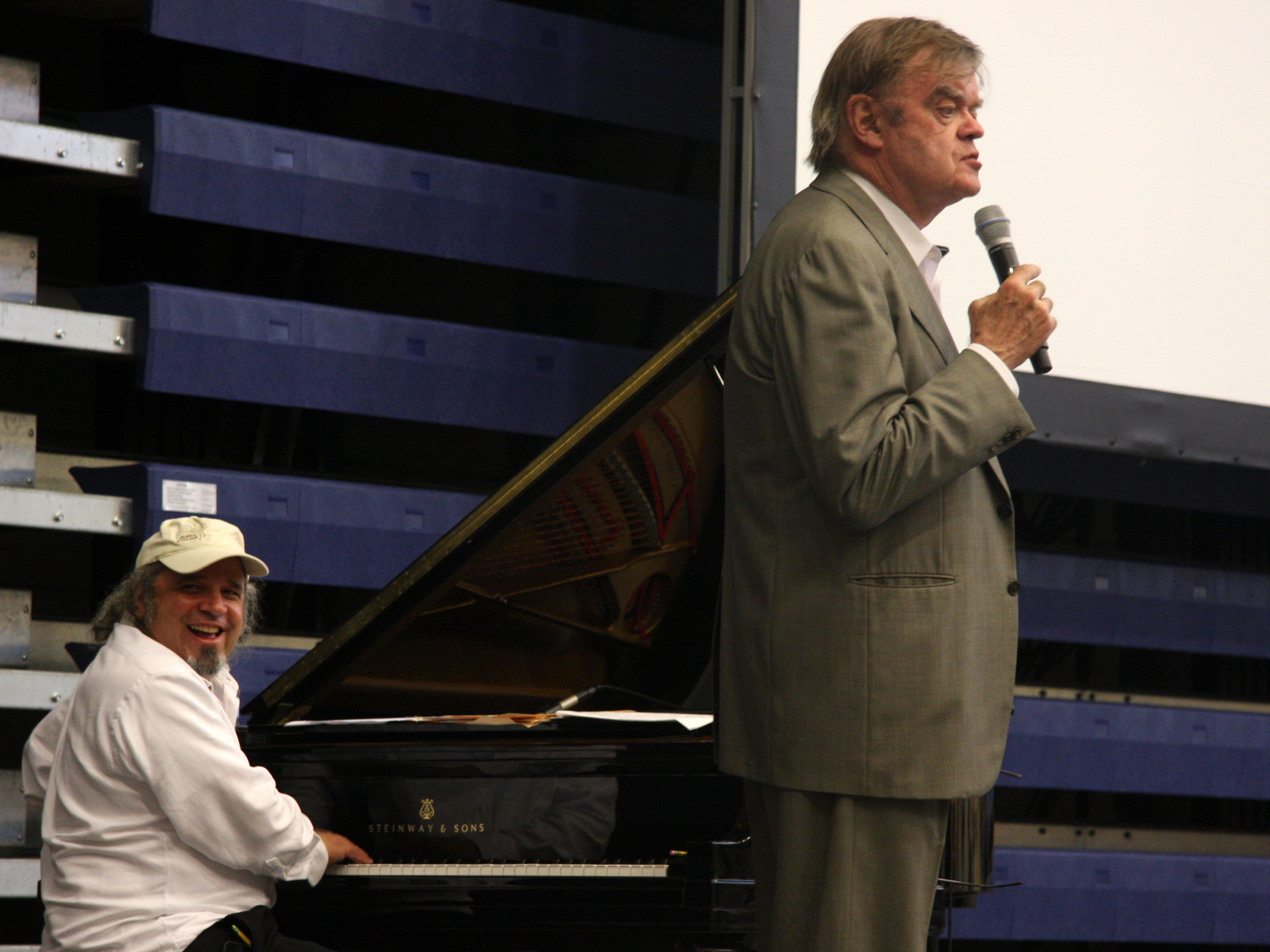
Keillor con Richard Dworsky en el 40 aniversario de A Prairie Home Companion

El show original continuó hasta 1987 cuando Keillor lo finalizó para concentrarse en otros proyectos. En 1989, Keillor lanzó un nuevo programa de radio en vivo en la Ciudad de Nueva York, de nombre The American Radio Company of the Air, el cual tenía el mismo formato que A Prairie Home Companion.  En 1992, Keillor trajo de vuelta el programa The American Radio Company of the Air a St.Paul y un año después le cambió el nombre de nuevo a A Prairie Home Companion. Desde entonces ha sido parte de la emisión radiofónica nocturna de los sábados.
En una típica emisión de A Prairie Home Companion, el nombre de Keillor no es mencionado a menos que un invitado haga mención de éste, aunque algunos dibujos presentan a Carson Wyler como el alter ego de Keillor. En los créditos, los cuales Keillor lee, él no se da crédito o remuneración salvo por el mensaje "escrito por Sarah Bellum", una broma que hace referencia a su propio cerebro.

Keillor ocasionalmente lleva a la compañía radiofónica fuera de las oficinas para transmitir desde diferentes lugares de Estados Unidos, habitualmente presenta a celebridades locales e incorpora partes de la región. En abril del 2000,  llevó el programa a Edimburgo, Escocia, donde produjo dos actuaciones en el Salón de la Reina, éstos fueron transmitidos por la radio de la BBC. Keillor regresó a Escocia con el programa para celebrar el vigésimo quinto aniversario del programa. (En el Reino Unido, Irlanda, Australia y Nueva Zelanda el programa es conocido como Garrison Keillor's Radio Show). Keillor ha producido emisiones similares a Prairie Home Companion pero sin hacer uso de la marca,  como lo hizo en el 2008, en el Oregon Bach Festival. Keillor también es el conductor de El Almanaque de los Escritores (en inglés The Writer's Almanac) que, como en A Prairie Home Companion, es producido y distribuido por American Public Media.
- Wikinoticias tiene noticias relacionadas con Garrison Keillor.

En marzo del 2011 durante una entrevista, Keillor anunció su retiro de A Prairie Home Companion  para el año 2013. Pero en una entrevista para el diario Sioux City Journal en diciembre del 2011, Keillor dijo: "Al show le está yendo bien. Amo hacerlo ¿Por qué retirarse?"  En otra entrevista, el 20 de julio de 2015 Keillor anunció sus intenciones de retirarse del show luego de la temporada 2015-2016 diciendo: "Tengo muchas otras cosas que quiero hacer. Es decir, ya nadie se retira, los escritores nunca se retiran. Pero esta es mi última temporada. El tour de este verano es el tour de despedida"
El último episodio del show de Keillor fue grabado en vivo para una audiencia de 18,000 personas en el Hollywood Bowl en California el 1 de julio del 2016,  y fue transmitido al día siguiente, poniendo fin a 42 temporadas del show.  Después de la presentación, el presidente Obama le hizo una llamada a Keillor para felicitarlo.

### Escritura
Keillor ha sido llamado "uno de los comentaristas más perceptivos y sabios en la vida del Medio Oeste." por Randall Balmer en la Enciclopedia del Evangelismo (en inglés Encyclopedia of Evangelicalism). Keillor ha escrito numerosos artículos en periódicos y revistas, y más de una docena de libros tanto para adultos como para niños. Aparte de escribir para el periódico The New Yorker, Keillor ha escrito para The Atlantic Monthly y National Geographic. También ha escrito una columna de consejos para Salon.com bajo el pseudónimo de "Mr. Blue". Después de una operación al corazón, Keillor renunció el 4 de septiembre del 2001, su última columna fue titulada Todo perro tiene su día (en inglés "Every dog has his day"):
Las enfermedades ofrecen la oportunidad de pensar acerca del futuro (rezando que tengamos uno aún, Dios mío), y eso he hecho, por lo tanto esta es la última columna de Mr. Blue, bajo mi autoría, para Salon. Alrededor de los años, el consejo más importante de Mr. Blue ha sido el buscar libertad en nuestras vidas personales, libertad de la aplastante obligación, del exceso de trabajo, de expectativas familiares, la libertad de caminar nuestro propio camino y ser quienes somos. Y algunas de las mejores cartas han sido mandadas por jóvenes lectores que están atrapados en sus trabajos como si fueran trajes de acero, a los cuales les he aconsejado que liberen de éstos y vayan a tener una aventura. Algunos de las personas que han recibido mis consejos, han escrito de vuelta para informarle a Mr. Blue que siguieron su consejo y que la aventura cambió sus vidas. Eso fue gratificante. Así que ahora, simplemente estoy tomando mi propio consejo. Descargar obligaciones:  Promover una cierta soltura elegante en la vida. Tan simple como eso. En invierno y primavera estuve metido por completo en mi trabajo y en verano estuve una semana en el Hospital de Santa María donde tuve tiempo para sentarme y pensar, y ese es el resultado. Todo perro tiene su día y yo he tenido el mío y he dado cualquier consejo que tenía para dar (y un poco más). Fue emocionante obtener la oportunidad de ser útil, cosa que siempre es una problema para un escritor (¿Qué cosa buena hace la ficción?) y Mr. Blue era una manera de ser útil, Nada es humano detrás de la atención del escritor; las cuestiones básicas acerca de cómo atraer a un amante y qué hacer con uno una vez que se tiene y cómo lidiar con la decepción en el matrimonio son las cosas de las cuales la ficción está hecha. Así que ¿por qué no hablar directamente? Y así lo hice. Y ahora es tiempo de seguir adelante.  
En el 2004, Keillor publicó una colección de ensayos políticos; Homegrown Democrat: A Few Plain Thoughts from the Heart of America y en junio del 2005 Keillor comenzó una columna llamada El Viejo Scout la cual publicó en Salon.com y en periódicos sindicados. La columna fue interrumpida en abril del 2010 "de manera que él pudiera terminar el guion y empezara a escribir una novela".
Keillor escribió el guion para la película A Prairie Home Companion dirigida por Robert Altman en 2004. Keillor también aparece en la película.

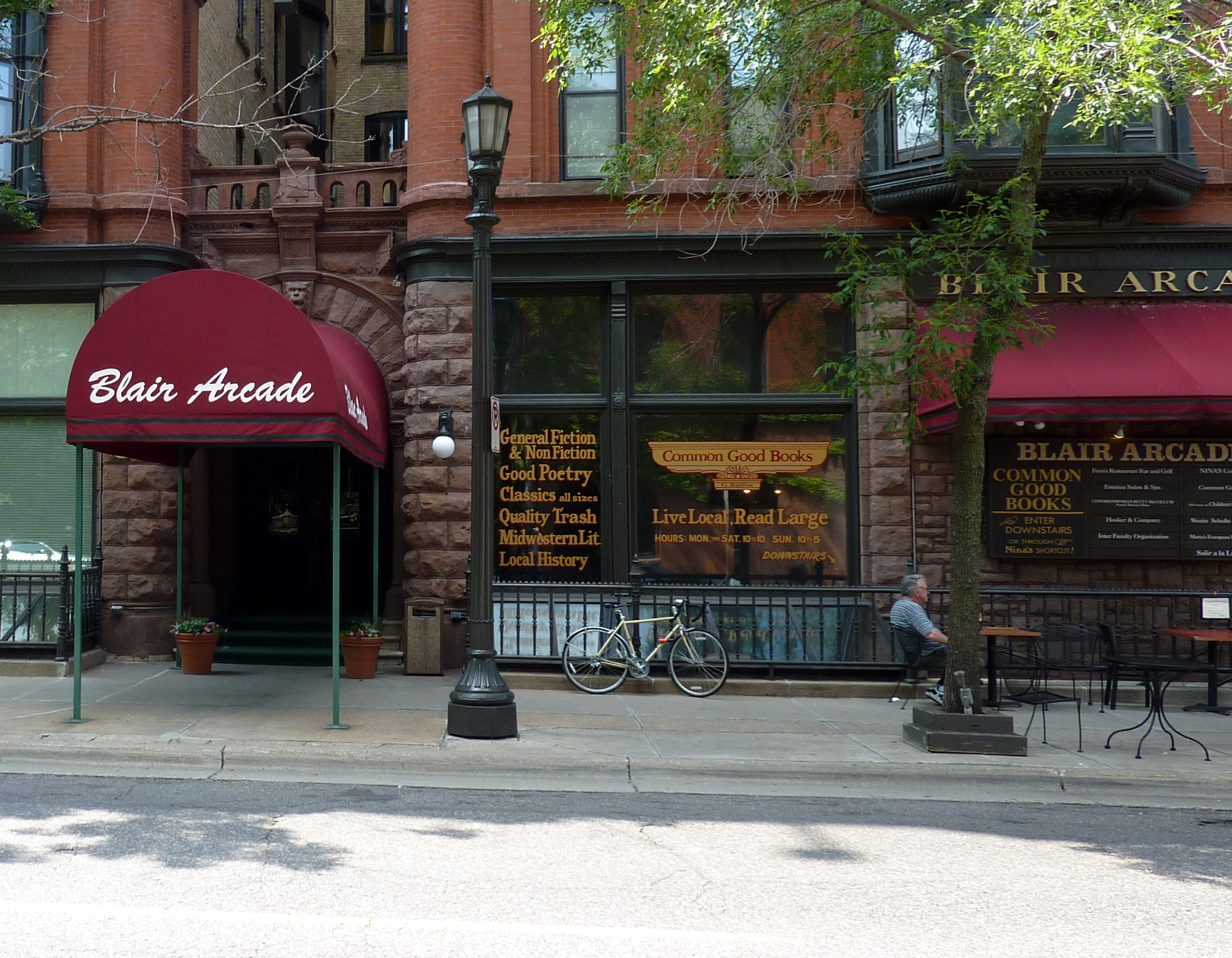
"Common Good Books, G. Keillor, Prop." en St. Paul

### Venta de libros
El 1 de noviembre del 2006, Keillor abrió una librería independiente, llamada Common Good Books, G. Keillor, Prop. En el edificio de Blair Arcade, ubicado en la zona sur de las avenidas Selby y N. Western en el área de Cathedral Hill en el vecindario de Summit-University en Saint Paul, Minnesota. Después de abrir su librería, Keillor escribió un poema:
Una librería es para personas que aman los libros y necesitan
Tocarlos, abrirlos, explorar por un rato,
Y encontrar un bien común—por eso leemos.
Lectores y escritos son dos caras de la misma moneda de oro.
Tú escribes y yo leo y en ese momento hallo 
Una unión más perfecta que cualquier club al que me podría unir.
La simple intimidad de ser una mente. 
Aquí es un cuarto repleto de libros en una calle ocupada.
Extraños—vivos y muertos — están esperando conocerse.
En abril del 2012, la tienda cambio de lugar a la Avenida Snelling a través de Macalester College en el vecindario de Macalester-Groveland.

### Trabajo como narrador
Gracias a su marcado y distintivo acento del norte y centro de los Estados Unidos, Keillor frecuentemente es usado como narrador. Algunas de sus notables apariciones incluyen:
- Narrador para la campaña de Honda en Gran Bretaña "El Poder de los Sueños". El comercial más memorable de esta campaña fue en el 2003 con el comercial de un Honda Accord, que enseña un invento de Heath Robinson, hecho totalmente por partes de automóviles. El comercial termina con Keillor preguntando, "¿No es agradable cuando las cosas funcionan?"[39]  A partir de ese momento Keillor ha narrado la gran mayoría de los comerciales de Honda para la Gran Bretaña, incluso cantó en el comercial Grrr para un Honda diésel en el 2004.[40]  Su más reciente comercial fue uno ya que ya existía, al cual se le agregaron banderas de Gran Bretaña para relacionarlo con el mundial de fútbol. La línea de Keillor en este comercial fue  "Vamos, Inglaterra, mantengamos el sueño con vida."
- Fue la voz del Dios de la mitología nórdica, Odín, en un episodio de la serie animada de Disney, Hércules.
- Fue la voz de Walt Whitman y otras figuras históricas en los documentales Guerra Civil y Béisbol, producidos por Ken Burns.
- Narrador del documental River Boat en el museo del río de Misisipi, Iowa.

### Música
En 1991, Keillor publicó, Songs of the cat. Un álbum de canciones originales y de parodia acerca de los gatos.

## Controversias
En 2005, el abogado de Keillor mandó una carta a MNSpeak.com con respecto a la producción de una playera que llevaba la frase "A Prairie Ho Companion."
En 2006, después de visitar una iglesia metodista en Highland Park, Texas, Keillor creó una controversia debido a los comentarios que hizo respecto al evento, incluyendo la hipótesis de que había una conexión entre los participantes del evento y los defensores de la tortura y dio una declaración creando una impresión de querer intimidar políticamente: "Entré, fui recibido por dos hombres de seguridad ...  y en un lapso de 10 minutos me dijeron tres personas que esta era la iglesia de los Bushes y que sería mejor que no hablara de política." En respuesta a esto, el coordinador de las lecturas dijo que los "dos hombres de seguridad" eran policías locales y hombres de la seguridad privada de la iglesia. Las dos policías estaban presentes debido a que el acuerdo con el publicista de Keillor especificaba, que el evento iba a proveer seguridad. Además el coordinador dijo que el Sr. Keillor llegó a la iglesia, rechazó ser presentado y subió al escenario sin dar la oportunidad de que los hombres de seguridad se mezclaran con la audiencia, y que por esto no sabía cuando las advertencias fueron descargadas. El publicista concluyó, diciendo que Keillor no tuvo contacto con ningún miembro de la iglesia o con gente de la audiencia antes de que él hablara.  Antes de las declaraciones de Keillor, los participantes del evento consideraron que la visita de Keillor había sido cordial y cálida. Asked to respond  Keillor se apegó a su historia, describiendo a las personas que le recomendaron no hablar sobre política y diciendo que él nunca recibió hombres de seguridad en las otras paradas del tour.
En 2007, Keillor escribió una columna que criticaba los estereotipos de padres homosexuales, quien él describía como "personas cínicas, con el pelo delicado, y que vivían en departamentos sobre-decorados, con un sofá a rayas, con un perro pequeño y que son terriblemente exagerados."  En respuesta a las fuertes reacciones de muchos lectores, Keillor dijo:
Vivo en un mundo muy pequeño - el mundo del entretenimiento, músicos y escritores - en donde ser homosexual es tan común como tener cejas cafés... Y en este pequeño mundo, podemos hablar abiertamente y bromear acerca de este tema. Pero en el mundo real, la homosexualidad es controversial... y esto hace que las personas homosexuales se sientan acosadas. Mi columna decía lo que yo hubiera dicho en nuestro mundo pequeño, el problema fue que fue leída por personas del mundo real y hubo malentendidos. Y por eso, pido perdón. Los homosexuales que desean ser padres, pueden ser igual o mejor padres que cualquiera. Ellos lo saben y yo también lo sé.
En 2008, Keillor creó controversias en St. Paul cuando interpuso una demanda en contra de su vecino, por querer agregar un cuarto a su casa, explicando que necesitaba "luz y aire" y una vista "clara y despejada." La casa de Keillor es considerablemente más grande que las de sus vecinos y seguiría siendo la más grande con todo y la remodelación de su vecino. Keillor llegó a un acuerdo privado con su vecino, poco después de que la historia fue publicada.
En 2009, una vieja columna escrita por Keillor, contenía referencias con "canciones navideñas horribles escrita por Judíos" quejándose de como la canción "Noche de Paz" fue reescrita por Unitarios, causando molestia en algunos lectores.  Una ministra unitaria, llamada Cynthia Landrum respondió, "Escucharlo hablar sobre nosotros a lo largo de los años, hace cada vez más evidente que él no se está riendo con nosotros - él se está riendo de nosotros", mientras que Jeff Jacoby, del Boston Globe, llamó a Keillor como una "persona intolerante y molesta."

## Críticas
En la revista Slate, Sam Anderson llamó a Keillor como "Un genio. Su estamina por sí sola era increíble- después de 30 años, raramente se contradice- y tiene la sabiduría genuina de Cosby o Mark Twain." Pero la "simplicidad voluntaria de Keillor," escribió Anderson, es molesta porque, después de un tiempo, empieza a ser perceptivo. Ser un adulto responsable, no necesariamente significa hablar cuidadosamente acerca de jitomates." Anderson también dijo que en 1985, cuando la revista Time  nombró a Keillor como el hombre más chistoso de Estados Unidos, Bill Cosby dijo, "Eso es cierto si eres un peregrino."

## Cultura popular
El estilo de Keillor, particularmente su voz, ha sido varias veces parodiado
- Los Simpsons se burlaron de él en un episodio, en el que se muestra a la familia viendo un monólogo de Keillor en la televisión; ellos están sorprendidos por como la audiencia se ríe tanto obligando a Homero a preguntar "¿Qué es tan gracioso?" y Bart respondió "Tal vez es la televisión" Homero, entonces, se para y le pega a la televisión diciendo,"¡estupuda televisión, se más chistosa!"[53] Harry Shearer, quien realiza una voz muy parecida a la de Keillor, también se ha burlado de Keillor en, Le Show.
- El 19 de noviembre de 2011, en un episodio de Saturday Night Live, Bill Hader personificó a Keillor en un sketch representando a celebridades que audicionaron para reemplazar a Regis Philbin como coanfitrión de Live!, With Kelly.[54]
- En el radio de Boston las críticas son buenas para Keillor y su "voz grave, pero relajante" les encanta. "Te estás quedando dormido", esto lo dice para molestar a los oyentes del programa de radio.[55]
- En el bonus del DVD de Venue Songs hecho por la banda, ellos tal vez son gigantes, John Hodgman entrega una nota ficticia, en la que dice "El artista conocido como el anfitrión de un programa de radio, es Garrison Keillor", y su legado inspiró a esta banda a hacer su primera canción "Venue Song."[56]
- En el capítulo de Hombre de Familia en el 2005, llamado "No me hagas enojar" la banda para gordos de Pedro, calentura y negro hace que Joe accidentalmente empiece una pelea en la cárcel. En un intento por pararla, él grita en el megáfono, "ey, ¿Qué les parece una historia chistosa acerca del lago Wobegon? Era el día de la tuna caliente..." Y la escena termina cuando una silla le pega.
- El escritor de canciones de Pensilvania Tom Flannery, escribió una canción en el 2003 titulada "Quiero un trabajo como el de Garrison Keillor."[57]
- En el libro de cómics Doonesbury de Garry Trudeau´s, cuando en su programa de radio critica al gobernador Jesse Ventura hasta el punto donde el tío Duke, que trabaja con el personal de Ventura, toma un grito de Ventura como una indirecta para asesinar a Keillor.
- En la novela de Bret Easton Ellis , el personaje principal, Patrick Bateman, se convierte gracias a un libro de Keillor mientras esperaba a que su cita llegara.
- Dos libros de parodia escritos por, "Harrison Geillor", Los zombies del lago Woebegotten y el amanecer del lago Woebegotten fueron publicados por Night Shade Books en 2010 y 2011.[58]
- Es nombrado por el personaje de Carol en el 4x01 de The Last Man on Earth

## Premios y reconocimientos
- Su obra "A Praire Home Comapanion" recibió el premio Peabody en 1980.
- Keillor recibió una medalla por lenguaje hablado por la Academia Americana de Artes y Letras en 1990.[59]
- En 1994, Keillor fue inducido al Salón de la fama de radio nacional.[60]
- Recibió una medalla nacional de humanidade por el departamento de humanidades en 1999.[59]
- Letreros de "Bienvenido a Minnesota en las carreteras y zonas de descanso cerca de la frontera con otros estados incluyen frases famosas dichas por Garrison Keillor.[61]
- En 2007, la polilla, una organización de narración sin fin de lucro en Nueva York, le dio a Garrison Keillor el primer premio Polilla honorando el arte en el evento anual Moth Ball.[62]
- En septiembre de 2007, Keillor fue premiado con el premio John Steinbeck Award, que se le da a los artistas que capturan el espíritu, la empatía, el compromiso, valores creencias y dignidad de Steinbeck.[63]
- Keillor recibió un Grammy en 1988 por su grabación en Lake Wobegon Days.[59]
- Él también recibió dos cableACE Awards y un premio George Foster Peobody.[59]

## Bibliografía

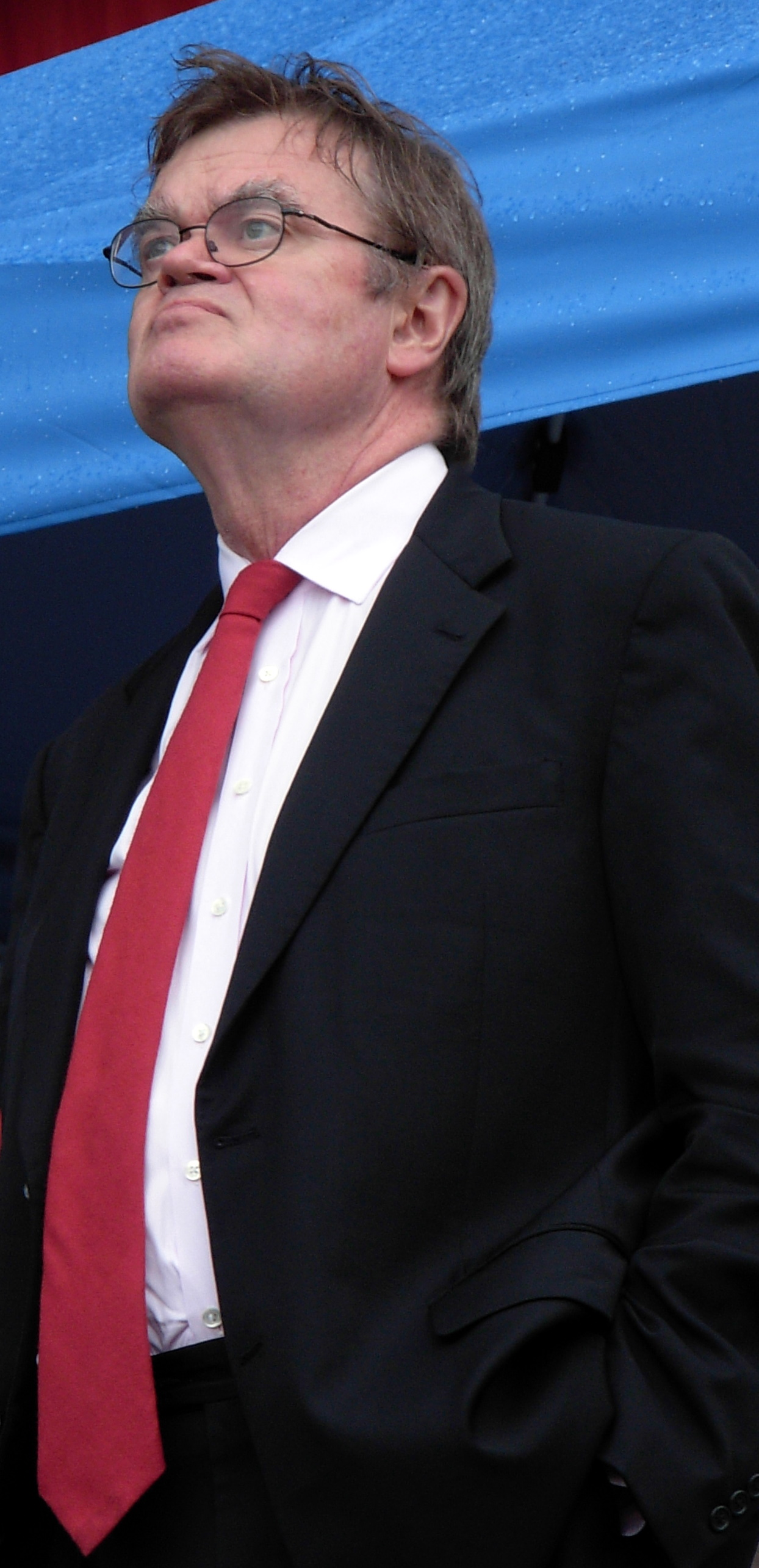
Keillor durante una transmisión en vivo en 2007 en Lanesboro, Minnesota

### Lake Wobegon
- Lake Wobegon Days (1985), ISBN 0-14-013161-2;  una versión grabada ganadora de un Grammy a la mejor álbum hablado o no musicalizado en 1988.
- Leaving Home (1987; colección de historias de Lake Wobegon), ISBN 0-670-81976-X
- We Are Still Married (1989; colección de historias incluyendo algunas en Lake Wobegon), ISBN 0-670-82647-2
- Wobegon Boy (1997), ISBN 0-670-87807-3
- Lake Wobegon Summer 1956 (2001), ISBN 0-571-21014-7
- In Search of Lake Wobegon (Fotografías por Richard Olsenius, 2001), ISBN 978-0-670-03037-8
- Pontoon: A Novel of Lake Wobegon   (2007), ISBN 0-670-06356-8
- Liberty: A Novel of Lake Wobegon   (2008), ISBN 0-670-01991-7
- Life among the Lutherans (2009), ISBN 978-0-8066-7061-4
- Pilgrims: A Wobegon Romance (2009), ISBN 978-0-670-02109-3

### Otros trabajos de ficción
- G.K. The D.J. (1977)
- Happy to Be Here (1981), ISBN 0-06-811201-7
- WLT: A Radio Romance, (1991), ISBN 0-670-81857-7
- The Book of Guys (1993), ISBN 0-670-84943-X
- The Sandy Bottom Orchestra ( con Jenny Lind Nilsson, 1996), ISBN 0-7868-1250-8
- Me, by Jimmy "Big Boy" Valente (1999), ISBN 0-670-88796-X
- Love Me (2003), ISBN 0-670-03246-8
- Homegrown Democrat: A Few Plain Thoughts from the Heart of America (2004), ISBN 0-670-03365-0
- Daddy's Girl (2005), ISBN 978-1-4231-0514-5
- A Christmas Blizzard (2009), ISBN 978-0-670-02136-9
- Guy Noir and the Straight Skinny (2012), ISBN 0-143-12081-6

### Poesía
- The Selected Verse of Margaret Haskins Durber (1979)
- 77 Love Sonnets (2009), ISBN 0-14-311527-8
- O, What a Luxury (2013)

### Antologías poéticas
- Good Poems (2002), ISBN 0-670-03126-7
- Good Poems for Hard Times (2005), ISBN 0-670-03436-3
- Good Poems, American Places (2011), ISBN 0-670-02254-3

### Contribuciones al periódicoThe New Yorker
| Título              | Departamento         | Volumen/Parte | Fecha              | Páginas | Temas                                                               |
| ------------------- | -------------------- | ------------- | ------------------ | ------- | ------------------------------------------------------------------- |
| Notas y comentarios | The Talk of the Town | 60/47         | 7 de enero de 1985 | 17–18   | Una visita a un amigo en San Francisco y Stinson Beach, California. |